# فينس كولوسيمو
فينس كولوسيمو (بالإنجليزية: Vince Colosimo)‏ هو ممثل أسترالي، ولد في 11 نوفمبر 1966 في أستراليا. من الجوائز التي نالها AACTA Award for Best Actor in a Supporting Role ‏ سنة 2001.

## أعمال

### أفلام
- (2008) كتلة أكاذيب[5]
- (2009) مقتحمو النهار

## جوائز
- AACTA Award for Best Actor in a Supporting Role [الإنجليزية]‏ (2001)

## وصلات خارجية
- فينس كولوسيمو على موقع IMDb (الإنجليزية)
- فينس كولوسيمو على موقع ديسكوغز (الإنجليزية)
- فينس كولوسيمو على موقع قاعدة بيانات الفيلم (الإنجليزية)